# 吴蛮
吴蛮，中国琵琶演奏家、作曲家。 

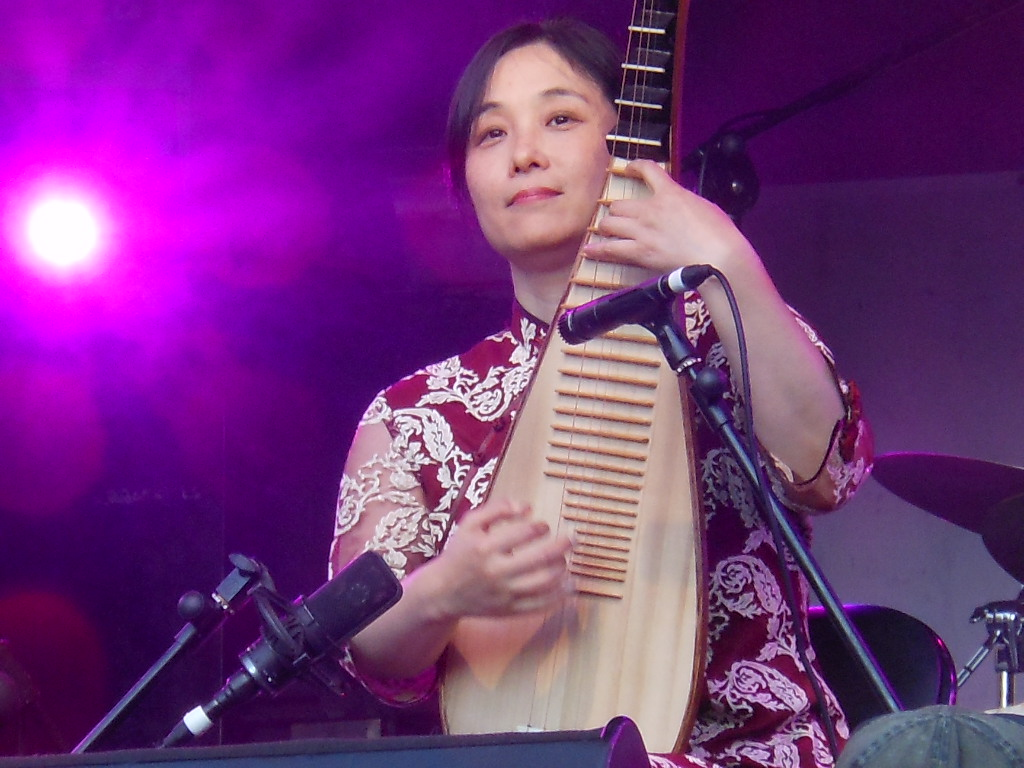
吴蛮（2011年）

吴蛮出生于杭州，9岁起开始学习琵琶，1977年以全国琵琶第一名的成绩考入中央音乐学院附属中学，后来入读中央音乐学院，先后师从林石城、刘德海、邝宇忠和陈泽民，获该校首个琵琶演奏硕士学位。1989年，在全国演奏比赛中获得冠军。1990年起旅居美国，活跃于现代音乐、爵士乐和世界音乐等领域。 
吴蛮和诸多合奏团体和音乐家保持合作，包括马友友的“丝绸之路合奏团”、克洛诺斯四重奏、亨利·史瑞德基尔等等。特里·赖利、菲利普·格拉斯、卢·哈里森、谭盾、盛宗亮、陈怡、周龙、刘索拉、郭文景、叶小纲、赵季平等许多作曲家都曾为她创作乐曲。 
吴蛮曾获1999年格伦·古尔德新人奖和2008年美国艺术家奖，多次被格莱美奖提名。2013年，吴蛮获选《音乐美国》年度器乐演奏家，是首个获此奖的非西洋乐器演奏家。 
吴蛮致力于和世界各地的民间音乐家交流，以音乐搭建文化桥梁，足迹遍布中亚、拉丁美洲、乌克兰、台湾等地。她和钢琴家朗朗、大提琴家王健和二胡演奏家果敢等人参与了电影《功夫熊猫3》的配乐工作。  